# Danska Fall

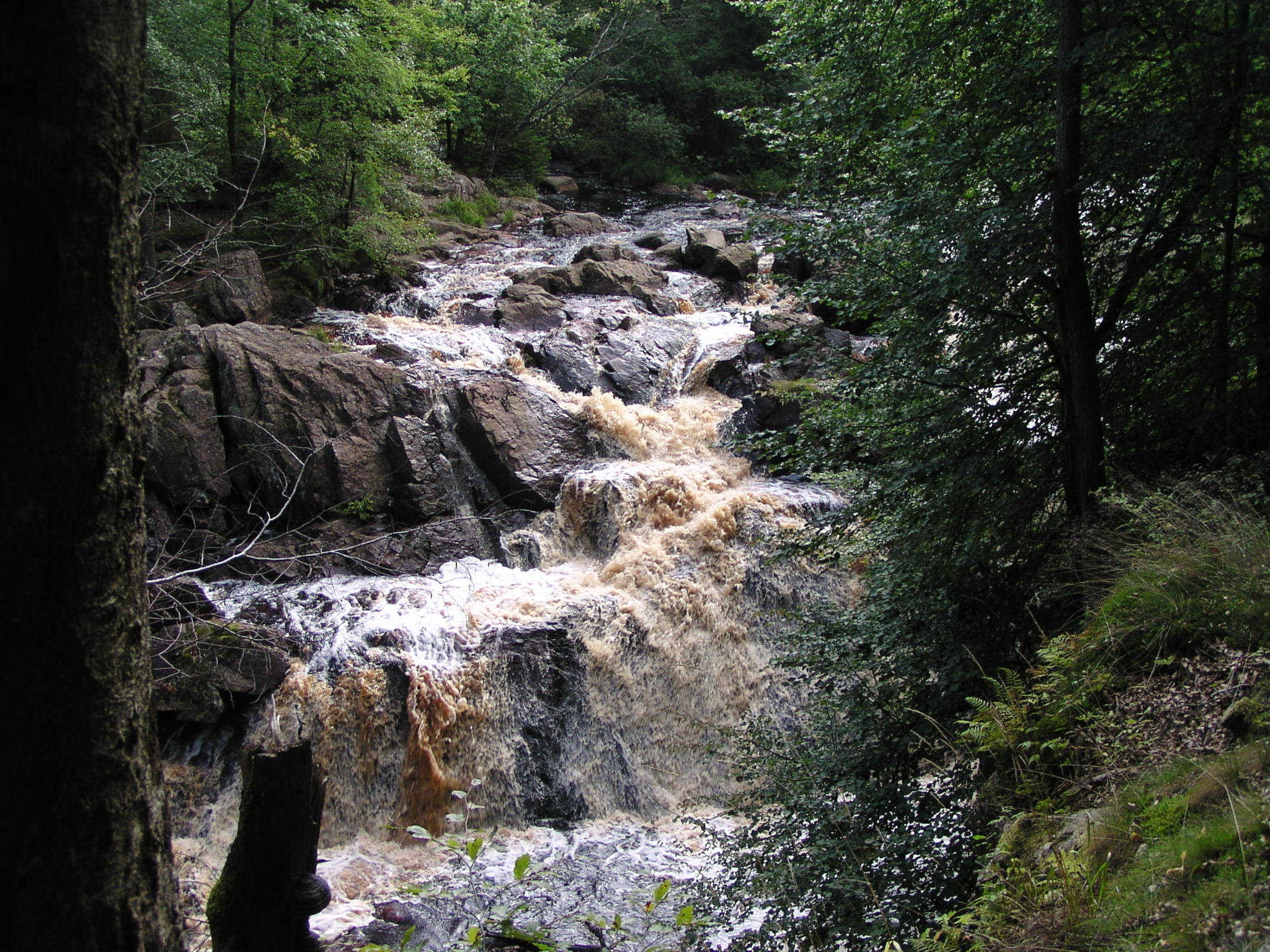
Danska fall (van beneden)

Danska Fall is een natuurgebied in Zweden rond de watervallen van de Assman in de gemeente Halmstad in Hallands län.
De Assman stroomt over 2 km van de Attavarasjön naar de Brearedsjön en heeft in meerdere trappen een verval van 36 m. Daarrond bevindt zich een 100 tot 175 jaar oud bosbestand van eiken en beuken. Sinds december 2005 is het een Natura 2000-gebied.
Aan de voet van de waterval was er van 1727 tot 1749 een smidse.